# Micropeplus latus
Micropeplus latus är en skalbaggsart som beskrevs av Hampe 1861. Micropeplus latus ingår i släktet Micropeplus, och familjen kortvingar. Enligt den svenska rödlistan är arten otillräckligt studerad i Sverige. Arten förekommer i Götaland. Artens livsmiljö är skogslandskap.